# Jarocin (Precarpazia)
Jarocin è un comune rurale polacco del distretto di Nisko, nel voivodato della Precarpazia.
Ricopre una superficie di 90,43 km² e nel 2005 contava 5 510 abitanti.